# Unión del Centro Nacional
Unión del Centro Nacional (UCN) fue un partido político guatemalteco fundado en 1983, por Jorge Carpio Nicolle, Ramiro de León Carpio y Mario Taracena. Se convirtió en una de las primeras fuerzas políticas del país durante 1984 y 1994.

## Historia
El Partido Unión del Centro Nacional participó en las elecciones para la Asamblea Nacional Constituyente, en 1984, evento en el que ocupó el segundo lugar, con 20 diputados de los 88 electos. Su Secretario General, Ramiro de León Carpio, presidió la Comisión de los 30 y ejerció, en forma alterna, la Presidencia de la Asamblea.
El partido ganó muchos adeptos y en las elecciones generales de 1985 obtuvo varias alcaldías municipales y un apreciable número de curules en el Congreso. Carpio Nicolle, su principal dirigente y candidato presidencial, participó en las elecciones de segunda vuelta, con el candidato de la Democracia Cristiana Guatemalteca, Vinicio Cerezo Arévalo, quien resultó ganador.
Obtuvo el primer lugar en los comicios de 1990, aunque, de nuevo, Carpio Nicolle perdió las elecciones en la segunda vuelta. La UCN participó en la contienda electoral de 1995, en alianza con la Democracia Cristiana Guatemalteca y el Partido Social Demócrata, con resultados menos favorables. En 1993 asesinaron a su principal líder y a partir de allí el partido fue en declive hasta que fue cancelado en el año 2000.

## Resultados electorales

### Presidenciales
| Año electoral | Candidato                   | 1.ª vuelta     | 1.ª vuelta  | 2.ª vuelta     | 2.ª vuelta  | Resultado |
| Año electoral | Candidato                   | Total de votos | Porcentaje  | Total de votos | Porcentaje  | Resultado |
| ------------- | --------------------------- | -------------- | ----------- | -------------- | ----------- | --------- |
| 1985          | Jorge Carpio Nicolle        | 339.522        | 20,23% (2°) | 542.306        | 31,63% (2°) | Pierde    |
| 1990          | Jorge Carpio Nicolle        | 399.679        | 25,72% (1°) | 439.011        | 30,26% (2°) | Pierde    |
| 1995          | Fernando Andrade Díaz-Durán | 200 393        | 12,94% (3°) |                |             | Pierde    |
| 1999          | Danilo Julián Roca Barillas | 22.939         | 1,05% (8°)  |                |             | Pierde    |

### Legislativos
Estos son los resultados que obtuvo en las participaciones que tuvo a partir de 1985: 
| Año electoral | Distritales    | Distritales | Distritales | Distritales | Listado Nacional | Listado Nacional | Listado Nacional | Listado Nacional | Total  |
| Año electoral | Total de votos | Porcentaje  | Escaños     | +/-         | Total de votos   | Porcentaje       | Escaños          | +/-              | Total  |
| ------------- | -------------- | ----------- | ----------- | ----------- | ---------------- | ---------------- | ---------------- | ---------------- | ------ |
| 1985          | 342.742        | 20,58%      | 17/75       | 17          | 339.695          | 20,23%           | 5/25             | 5                | 22/100 |
| 1990          | 357.528        | 22,28%      | 33/87       | 16          | 399.679          | 25,72%           | 8/29             | 3                | 41/116 |
| 1994          | 63.697         | 9,82%       | 6/64        | 10          | 57.155           | 8,90%            | 1/16             | 7                | 7/80   |
| 1995          | 86.882         | 5,97%       | 2/64        | 8           |                  |                  |                  |                  | 2/80   |
| 1999          | 72.404         |             | 0/91        | 2           |                  |                  | 0/22             | 1                | 0/113  |

### Municipales
| Comicios | Votos | % | Alcaldes | Alcaldes en coalición     |
| -------- | ----- | - | -------- | ------------------------- |
| 1985     |       |   | 69/327   | No participó en coalición |
| 1988     |       |   | 56/272   | No participó en coalición |
| 1990     |       |   | 127/300  | No participó en coalición |
| 1993     |       |   | 37/276   | 10/276                    |
| 1995     |       |   | 27/300   | 13/300                    |
| 1998     | 7.054 |   | 0/30     | No participó en coalición |
| 1999     |       |   | 3/330    | No participó en coalición |

### Parlamento Centroamericano
| Año electoral | Resultados     | Resultados | Resultados | Resultados |
| Año electoral | Total de votos | Porcentaje | Escaños    | +/-        |
| ------------- | -------------- | ---------- | ---------- | ---------- |
| 1990          |                |            | 6/20       | 6          |
| 1995          |                |            | 3/20       | 3          |
| 1999          |                |            | 0/20       | 3          |